# 시몬 바일스
시몬 에리앤 바일스 오언스(영어: Simone Arianne Biles Owens, 1997년 3월 14일~)는 미국의 체조 선수로 2016년 하계 올림픽 체조 개인 종합, 도마, 마루 금메달리스트이다. 결혼 전 이름은 시몬 에리앤 바일스(영어: Simone Arianne Biles)였으며 세계 체조 선수권 대회 개인 종합에서 3번, 마루에서 3번, 평균대에서 2번 정상에 올랐고 전미 체조 선수권 대회 개인종합에서도 4번 우승을 차지했다. 또한 미국 체조 국가대표팀의 일원으로 2014년, 2015년 세계 체조 선수권 대회 단체와 2016년 하계 올림픽 체조 단체에서도 우승을 거머쥐었다.
6개의 올림픽 메달과 25개의 세계 선수권 대회 메달로 미국 역사에서 가장 많은 메달을 따면서 체코의 베라 차슬라프스카 이후 4개의 올림픽 금메달을 획득한 최초의 여성 체조 선수이며 1960년 라리사 라티니나 이후 단체, 개인 종합, 개별 종목에서 우승한 최초의 여성 체조 선수이기도 하며 릴리야 포드코파예바 이후 세계 선수권자로서 올림픽 개인 종합 금메달을 획득한 최초의 여성 체조 선수이다.
바일스는 세계 선수권 대회 개인 종합에서 3회 연속 우승을 차지한 최초의 여성 선수이자 세계 선수권 대회에서도 최다 메달을 획득한 여성 미국 선수이다.
그리고 2016년 하계 올림픽에서 4개의 금메달을 획득하면서 미국은 여자 체조에서 가장 많은 금메달을 획득하는 성과를 거두었다.

## 어린 시절
시몬 바일스는 1997년 3월 14일에 오하이오주 콜럼버스에서 태어났다. 시몬의 생모 섀넌 바일스(영어: Shanon Biles)는 약물, 알코올 중독으로 시몬을 포함한 자녀들을 양육할 수 없었다. 당시 시몬에게는 일곱 살 위의 언니와, 다섯 살 위의 오빠, 두 살 아래의 동생 에이드리아(Adria)가 있었다. 섀넌의 아버지와 계모인 론(Ron)과 넬리(Nellie) 바일스는 2000년에 텍사스주 스프링 근교에서 섀넌의 아이들을 임시적으로 맡아 기르다, 2003년에 시몬과 에이드리아를 정식으로 입양하였다.

## 개인사

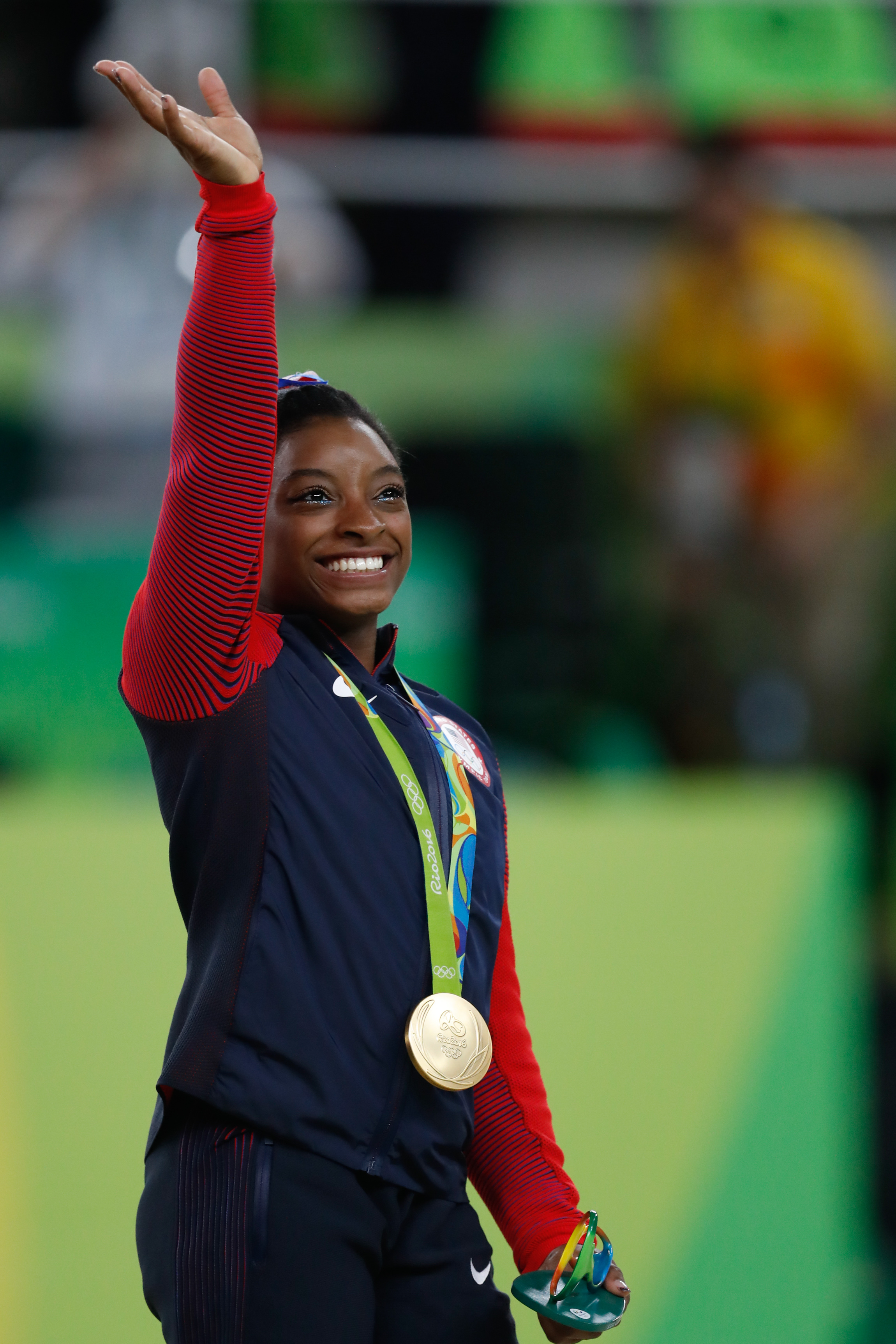
2016년 하계 올림픽 여자 체조 개인종합 시상식 당시의 바일스

바일스는 2017년 8월부터 2020년 3월까지 동료 체조 선수 스테이시 어빈 주니어(영어: Stacey Ervin Jr.)와 교제했다. 그와 헤어진 후 그녀는 2020년 8월 미국의 프로 미식축구 선수 조너선 오언스와 교제를 시작했다. 둘은 2022년 2월 15일 약혼을 발표했고 2023년 4월 22일 정식으로 결혼했다.

### 래리 내서 재판

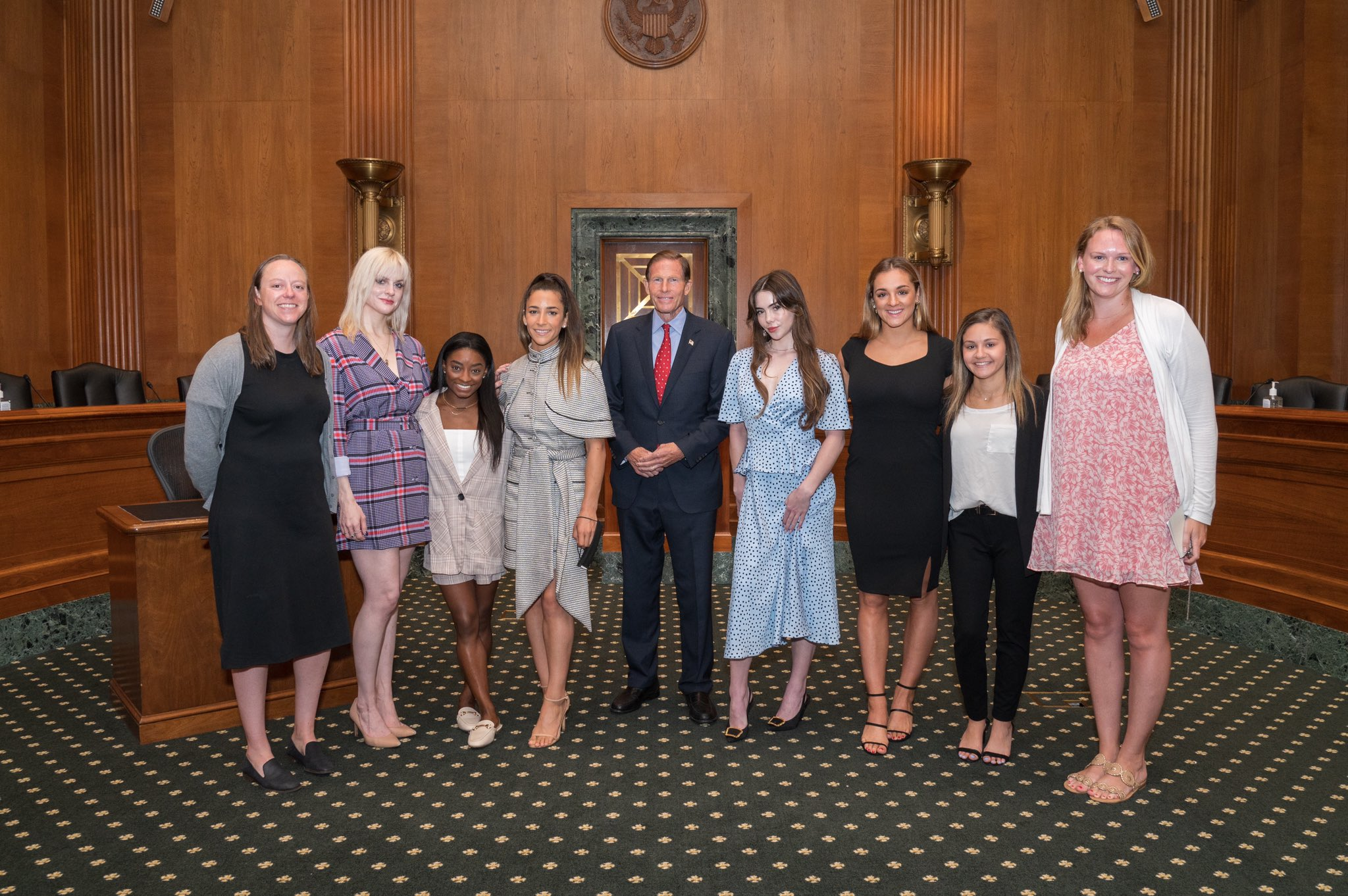
바일스, 리처드 블루먼솔과 내서의 범죄에 관해 증언한 다른 피해자들

2018년 1월 18일, 바일스는 자신의 트위터 계정을 통해 미국체조협회의 주치의였던 래리 내서에게 성범죄를 당했으며 미국체조협회가 체조 선수들에 대한 성범죄를 조장하고 이를 은닉했다고 폭로했다. 그녀는 내서를 법정에서 만날 준비가 되지 않았다며 2018년 1월 16일부터 24일까지 래리 내서의 양형 선고 재판에 불참했다.
2018년 5월, 바일스와 동료 선수들은 아서 애슈 용기상의 수상자로 선정되었다. 2018년 전미 체조 선수권 대회에서 바일스는 내서의 성범죄 피해자들을 기리고 이들과 연대할 것을 상징하는 청록색 리어타드를 직접 디자인하고 대회에서 그것을 착용했다. 2021년 9월 15일, 바일스는 미국 상원 사법위원회에 미국체조협회와 미국 올림픽 패럴림픽 위원회가 내서의 성범죄의 발생과 용인에 책임이 있다고 증언했다. 그녀의 국가대표 동료 매기 니콜스, 매케일라 머로니, 앨리 래이스먼이 그녀와 함께 증언자로 참석했다.

## 같이 보기
- 미투 운동